# Ted Schweitzer
Ted Schweitze hay Theodore G. Schweitzer III , tên đầy đủ là Theodore G. Schweitzer là một người Mỹ, cựu viên chức Liên Hợp quốc về người tị nạn (UNHCR). Ông đã từng tham gia giải cứu Thuyền nhân Việt Nam, bị rơi vào tay cướp biển Thái Lan và từng bị thương nặng khi thực hiện các cuộc giải cứu đó. Ông còn là một thành viên về vấn đề POW- MIA (tù binh và người Mỹ mất tích trong chiến tranh) của Chính phủ Hoa Kỳ tại Việt Nam. Ông là người có vai trò nhất định trong việc đưa đến sự ban giao giữa Hoa Kỳ và Việt Nam vào năm 1995. Theo "The Forgotten Pirate Hunter" của tác giả Reagan Martin do nhà xuất bản CreateSpace Independent Publishing platform phát hành năm 2013, người ta ước tính rằng ông Ted Schweitzer đã cứu được ít nhất trên 1200 thuyền nhân Việt Nam. Năm 1981, UNHCR được trao giải Nobel Hòa Bình, trong đó có một phần là công lao của Ted Schweitzer.

## Cuộc đời
Ted Schweitzer từng làm thủ thư của thư viện ở một trường học tại Thái Lan. Ông từng được gửi sang Campuchia trước khi chính quyền nơi đây bị Khmer Đỏ lật đổ để làm nhiệm vụ thu thập lại những tài liệu và thiết bị đã bị phá hủy của quân đội Hoa Kỳ trong cuộc chiến tranh Việt Nam. Sau đó ông làm nhân viên của UNHCR tại Thái Lan. Trong thời gian 12 tháng làm việc tại Thái, ông đã giải cứu các thuyền nhân Việt Nam bị cướp biển Thái Lan bắt. Việc làm này của ông tạo sự mâu thuẫn với chính quyền Thái Lan lúc bấy giờ. Sau khi bị cướp biển Thái bắt trong một cuộc giải cứu thuyền nhân Việt Nam, ông bị đánh với thương tích nặng, ông sau đó bị chính phủ Thái trục xuất về Mỹ.
"In honor of the thousands of Vietnamese refugees who were marooned, abused, tortured and even murdered here on Koh Kra island. May their suffering never be forgotten. With heartfelt thanks to Mr. Ted Schweitzer who was instrumental in saving thousands of marooned refugees".
Tạm dịch:

## Giải cứu Thuyền nhân Việt Nam từ cướp biển Thái Lan
Ngày 16 tháng 11 năm 1979, viên phi công lái trực thăng của một hãng dầu khí khi bay ngang qua Đảo Kokra để vô đất liền, ông thấy thấp thoáng hàng trăm người trên đảo này mà không có chiếc tàu nào. Vì Đảo Kokra (còn gọi là Koh Kra hay gọi tắc là Kra) là một đảo hoang nằm trong Vịnh Thái Lan, nơi này viên phi công đã từng nghe kể là nơi hải tặc Thái Lan giam cầm những người Việt Nam vượt biên. Cảm thấy sự bất thường nên người phi công đã gọi báo cho UNHCR ở Thái Lan về những gì ông nhìn thấy. Khi nhân viên của UNHCR đề nghị ông đưa họ đến Đảo Kokra, phi công thoạt đầu miễn cưỡng, nhưng sau đó đã đổi ý. Ngày 19 tháng 11 năm 1979, Theodore Schweitzer, người đại diện của UNHCR cùng viên phi công bay trở lại Đảo Kokra. Từ trên máy bay nhìn xuống, vị đại diện của UNHCR đã thấy tàu của bọn hải tặc và cả những xác người đang trôi dạt trên biển. Ông đã chụp hình lại những gì mình thấy. Theodore Schweitzer sau đó đã buộc Cảnh sát tuần duyên Thái Lan phải đưa ông trở lại Đảo Kokra và 157 thuyền nhân Việt Nam có mặt trên đảo vào thời điểm đó đã được họ giải cứu.
Vị đại diện của UNHCR này sau đó đã một mình quay trở lại đảo Kra nhiều lần. Theodore Schweitzer đã phải tự bỏ tiền đề mướn tàu đánh cá Thái chở ra đảo vì cảnh sát Thái Lan không muốn giúp đỡ ông. Nhưng trong một lần ra đảo thực hiện cuộc giải cứu thuyền nhân Việt Nam, Ted Schweitzer đã bị hải tặc Thái Lan bắt được và đánh dã man đến bất tỉnh, ông bị gãy xương, chảy máu thận. Ted Schweitzer sau đó được cứu, nhưng lại bị chính phủ Thái Lan trục xuất về Mỹ, kết thúc 12 tháng làm việc tại UNHCR ở Thái Lan.

## Gia đình
Trong thời gian ông Ted Schweitzer làm việc tại Bảo tàng Quân đội Việt Nam để nghiên cứu một số tư liệu viết về cuộc chiến tranh Việt Nam nhìn từ hai phía. Ông đã yêu và kết hôn với một người phụ nữ Việt Nam tên là Hằng Lê. Ông bà có một người con trai tên là Max Schweitzer.

## Đánh giá
- | “ | Tôi nghĩ nếu chính phủ Thái không trục xuất ông thì có lẽ ông sẽ không còn sống đến ngày hôm nay, vì với lòng thương yêu thuyền nhân vô bờ bến, chắc chắn ông sẽ còn tiếp tục một mình đi ra đảo Kra để tiếp cứu thêm rất nhiều thuyền nhân Việt Nam và như thế khó mà bảo toàn tánh mạng với bọn hải tặc_Hoàng Huy Thành, giám đốc Công ty software Northwest EIS-OLAP,O regon. | ” |
- | “ | trong “The Forgotten Pirate Hunter”, người ta ước tính rằng ông Ted Schweitzer đã quay trở lại đảo Kra trên 20 lần và một mình ông đã cứu được ít nhất là trên 1200 thuyền nhân Việt Nam. Năm 1981, UNHCR được trao Giải Nobel Hòa bình, một phần do công lao của Ted Schweitzer. Khi nhận được giải thưởng cao quý này, các nhà lãnh đạo Liên Hợp Quốc đã gởi tặng ông một tấm sao của huy chương Nobel để tỏ lòng biết ơn về những sự hy sinh của ông trong công tác cứu vớt thuyền nhân Việt Nam. | ” |